# Makowa
Makowa (do 13 lutego 1968 Makowa-Kolonia) – wieś w Polsce położona w województwie podkarpackim, w powiecie przemyskim, w gminie Fredropol.

## Historia
Za czasów polskich wieś leżała w starostwie przemyskim. Należała do dobromilskich dóbr koronnych. Wspominana w roku 1464, kiedy Mikołaj z Koniecpola, podkomorzy i starosta przemyski, zatwierdził wójtostwo (kniaźstwo) we wsi Makowa niejakiemu Eliaszowi Wołochowi. W roku 1578 król Stefan Batory ustanowił dla poddanych wsi wymiar robocizny: od połowy łanu jeden dzień, od całego łanu - 2 dni w tygodniu.
W ramach tzw. kolonizacji józefińskiej w 1783 r. na jej terenach utworzono kolonię, w której osiedlono niemiecką ludność wyznania ewangelickiego. W roku 1787 wieś (zw. Makowa Narodowa albo M. Rustykalna) oraz Kolonię (niem. Hohberg) włączono do klucza dobromilskiego. W roku 1880 było w Makowej Rustykalnej 385 mieszkańców (z tego 300 grekokatolików i 8 katolików rzymskich), a w Makowej-Kolonii 223 mieszkańców. W Makowej-Kolonii Niemcy stanowili znaczący odsetek mieszkańców jeszcze w latach międzywojennych.
W latach 80. XIX w. funkcjonował tu tartak z napędem wodnym, przerabiający rocznie ok. 1000 m³ drewna.
W 1878/1879 zbudowano tu drewnianą cerkiew greckokatolicką pw. Jana Chrzciciela (parafia erygowana już w XV w.). Została zniszczona po wojnie. Od 1783 r. istniała w Kolonii filia parafii ewangelicko-augsburskiej z Bandrowa. Mieszkańcy wyznania rzymskokatolickiego należeli do parafii w Kalwarii Pacławskiej. 
W II Rzeczypospolitej wieś położona powiecie dobromilskim województwa lwowskiego. W październiku 1945 nacjonaliści ukraińscy z OUN-UPA zamordowali tu 15 Polaków, paląc wszystkie gospodarstwa.
W latach 1975–1998 miejscowość administracyjnie należała do województwa przemyskiego.
Administracyjnie wieś jest sołectwem  razem z Leszczynami i Paportnem-Sopotnikiem. 

## Części wsi
| SIMC    | Nazwa             | Rodzaj    |
| ------- | ----------------- | --------- |
| 0602437 | Dolny Koniec      | część wsi |
| 0602443 | Górny Koniec      | część wsi |
| 0602450 | Makowa Rustykalna | część wsi |

## Demografia
- 1785 – 305 grekokatolików, 95 rzymskich katolików, 10 żydów
- 1840 – 251 grekokatolików
- 1859 – 280 grekokatolików
- 1879 – 266 grekokatolików
- 1899 – 302 grekokatolików
- 1926 – 461 grekokatolików
- 1938 – 595 grekokatolików, 485 rzymskich katolików, w tym 248 Niemców, oraz 42 żydów